# Distrito Abel Santamaría
El Distrito Urbano Número 4 Abel Santamaría es uno de los seis distritos en los que se divide la ciudad de Santiago de Cuba. Se trata de la zona este de la ciudad donde tradicionalmente se ha asentado la clase alta de la misma, con barrios residenciales elegantes y lujosos. También cuenta con otros barrios sencillos.

## Detalles
Fue fundado el 16 de noviembre de 1988 y debe su nombre al joven Abel Santamaría, asesinado y torturado en esta ciudad por las acciones del Asalto al Cuartel Moncada por miembros del Ejército de la dictadura de Fulgencio Batista.
Abarca el Centro Urbano Abel Santamaría, y los repartos Sueño, Vista Alegre, Terrazas, Ampliación de Terrazas de Vista Alegre, Santa Bárbara, 30 de Noviembre, Pastorita, Rajayoga, Zamorana, Portuondo, Alta Vista y San Juan.

## Sitios relevantes
- Plaza de la Revolución Antonio Maceo (declarada Monumento nacional en 2011)
- Instituto de Segunda Enseñanza Cuqui Bosch  (declarado Monumento nacional en 2002)
- Loma Parque de San Juan
- Parque zoológico de Santiago de Cuba
- Parque de los Sueños (parque de atracciones)
- Centro de Convenciones-Complejo Cultural-Teatro Heredia
- Reparto Vista Alegre
- Hotel Meliá Santiago de Cuba
- Hotel Las Américas
- Cabaret Tropicana
- Club Santiago
- Palacio de Pioneros
- Ciudad Deportiva
- Estadio Guillermón Moncada (de béisbol)
- Estadio Internacional Antonio Maceo (de fútbol)
- Sede Julio Antonio Mella de la Universidad de Oriente
- Sede Manuel Fajardo de la Universidad de Oriente
- Universidad de Ciencias Médicas de Santiago de Cuba
- Parque de Ferreiro

## Religión
Templos católicos:
- Iglesia San Antonio de Padua, sede de la Parroquia San Antonio María Claret (Reparto Sueño)
- Iglesia Parroquial Santa Teresita del Niño Jesús (Reparto Zamorana)
- Iglesia Sagrada Familia (Reparto Vista Alegre)
- Capilla San José obrero, sede de la Parroquia homónima (Micro 2, Centro Urbano Abel Santamaría)

Templos evangélicos:
- Iglesia Episcopal Parroquial San Lucas (Reparto Sueño)
- Iglesia Pentecostal Gracia Soberana (Reparto Pastorita)
- Segunda Iglesia Bautista El Salvador (Reparto Sueño)
- Cuarta Iglesia Bautista Bethel (Reparto Santa Bárbara)
- Iglesia de Dios del Evangelio Completo (Reparto Santa Bárbara)
- Iglesia de Dios en Cristo (Centro Urbano Abel Santamaría)

Otros:
- Liga Árabe (Reparto Santa Bárbara)

## Estadísticas (2020)[1]
| CONCEPTO                                  | Total Extensión superficial (km2) | Cayos Adyacentes Extensión superficial (km2) | Área de tierra Firme Extensión superficial (km2) | Población Residente (U) | Densidad de población (hab/km2) |
| Distrito Urbano #4 Abel Santamaría        | 80,80                             | -                                            | 80,80                                            | 98 638                  | 1 220,8                         |
| Sueño                                     | 3,56                              | -                                            | 3,56                                             | 15 941                  | 4 477,8                         |
| Vista Alegre                              | 3,24                              | -                                            | 3,24                                             | 12 537                  | 3 869,4                         |
| 30 de Noviembre                           | 1,50                              | -                                            | 1,50                                             | 19 687                  | 13 124,7                        |
| Santa Bárbara                             | 3,30                              | -                                            | 3,30                                             | 18 064                  | 5 473,9                         |
| Abel Santamaría (Micro 1 y 2 de El Salao) | 22,60                             | -                                            | 22,60                                            | 17 879                  | 791,1                           |
| Haydee Santamaría                         | 46,60                             | -                                            | 46,60                                            | 14 530                  | 311,8                           |